# Минина, Мария Ефимовна
Мари́я Ефи́мовна Ми́нина (1 августа 1910, Петрозаводск — 20 декабря 1996) — советская лыжница и велосипедистка, заслуженный мастер спорта СССР (1942).
Выступала за Карелию, Ленинград (с 1938 ?) — «Динамо».
4-кратная чемпионка СССР по лыжным гонкам (1933—1940), 8-кратная чемпионка СССР по велосипедным гонкам на треке и шоссе (1944—1950). Мастер спорта СССР по шести видам спорта: лёгкая атлетика, лыжные гонки, академическая гребля, баскетбол, велогонки на треке и на шоссе.

## Биография

### Ранние годы
Родилась в рабочей семье, где помимо неё было 6 детей. Отец работал на Александровском заводе.
В школьные годы проявились её способности к спорту — в 14 лет опередила всех участниц первенства Автономной Карельской ССР среди женщин в гонке на 3 километра. Летом 1925 года пришла в клуб профсоюзов и выиграла соревнования по всем видам лёгкой атлетики.
После школы училась на заводе на токаря, одновременно занималась на курсах, готовивших преподавателей физподготовки. По окончании курсов — преподаватель физкультуры заводской школы-семилетки. В 1933 году Марию Минину пригласили в Петрозаводский пограничный отряд, где она занималась физкультурой с детьми и жёнами пограничников. Через год её назначили начальником физподготовки Петрозаводского пограничного отряда. В 1936 году Минину перевели в Ленинград, где она продолжила преподавательскую и спортивную деятельность.

### Великая Отечественная война
Во время Великой Отечественной войны Минина оставалась в блокадном Ленинграде, вместе с мужем обучала ленинградцев-ополченцев на стадионе «Медик» штыковому и рукопашному бою, гранатометанию, преодолению препятствий, ходьбе на лыжах. В октябре 1941 года, когда ополченцы ушли на фронт, вместе с мужем и двумя соратниками — тренером сборной Ленинграда по лёгкой атлетике Берзиным и лыжником Киривайненом, стала инструктором Всевобуча на стадионе «Динамо» (инструктор-общественник физподготовки на Приморском военно-учебном пункте) — обучала будущих бойцов рукопашному бою, метанию гранаты, бегу на лыжах и т. д. Вскоре в строю осталась только она одна — зимой 1942 умер от голода Берзин, в тяжёлом состоянии был отправлен в госпиталь Киривайнен, распухли колени у Шехтеля, и он вынужден был находиться дома, рядом с трёхлетними сыновьями-двойняшками — Артуром и Яшей. В итоге она обучала одна 4 взвода.
Была участником движения «спортсменов-тысячников» — спортсменов, взявшихся обучить не менее тысячи бойцов (всего она обучила более 3000 бойцов).
Несмотря на блокаду, в 1942 году в Ленинграде прошли чемпионаты по некоторым видам спорта. 6 сентября Минина стала трёхкратной чемпионкой по лёгкой атлетике — в прыжках в длину, метании гранаты и троеборье. 20 сентября она выиграла первенство по велосипедному спорту — гонку на 5 км на дорожных велосипедах.
18 июня 1942 года Мининой в числе 22 спортсменов (в числе которых было 5 ленинградцев) «за выдающуюся общественную и педагогическую деятельность в деле подготовки резервов для Красной Армии и Военно-морского Флота и отличные спортивные достижения» было присвоено звание «заслуженный мастер спорта». Военным командованием Минина была награждена орденом Красной Звезды и золотыми именными часами.
Зимой 1943 года приняла участие в чемпионате СССР по лыжным гонкам в Свердловске.

### Послевоенные годы
После войны продолжила занятия спортом. Основные достижения были связаны с велоспортом — несколько раз становилась чемпионкой СССР в гонках на треке и на шоссе.
Также выступала в соревнованиях по лёгкой атлетике, командирскому многоборью (была второй в Ленинграде среди мужчин), конькам. Закончив активные выступления, продолжила тренировать лыжников, велосипедистов, конькобежцев на стадионе «Динамо».
Долгие годы жила в Ленинграде на Крестовском острове, на проспекте Динамо. Позже переехала на проспект Энтузиастов.

## Спортивные достижения

### Лыжные гонки
| Год  | Дистанция                                    | Место                                       |
| ---- | -------------------------------------------- | ------------------------------------------- |
| 1933 | бег команд на 5 км смешанная эстафета 5×5 км | (сб. Карелии) · (сб. Карелии)               |
| 1934 | 5 км                                         | 2                                           |
| 1935 | 5 км 10 км смешанная эстафета 10×5 км        | 4-е место · (сб. «Динамо»)                  |
| 1936 | смешанная эстафета 4×5 км                    | (сб. Карелии)                               |
| 1937 |                                              |                                             |
| 1938 |                                              |                                             |
| 1939 | 15 км эстафета бег команд 5 км               | 9-е место · (сб. «Динамо») · (сб. «Динамо») |
| 1940 | эстафета 4×5 км бег команд 5 км              | (сб. «Динамо») · (сб. «Динамо»)             |
| 1941 | 5 км 5 км (военизированная гонка) 15 км      | 8-е место 10-е место 10-е место             |
|      |                                              |                                             |
| 1945 | бег санитарных команд 5 км                   | (сб. Ленинграда)                            |

### Велоспорт
Чемпионка СССР:
- 1944 — трек — 200 м с ходу
- 1945 — трек — 1000 м с ходу
- 1946 — трек — 500 м с ходу, командная гонка на 3 км; шоссе — командная гонка на 25 км
- 1947 — трек — командная гонка на 2 км
- 1948 — трек — индивидуальная гонка преследования на 2 км
- 1950 — шоссе — командная гонка на 25 км

## Награды
- Орден Красной Звезды (9 июня 1945) — «за образцовое выполнение заданий Командования фронта по подготовке резервов для частей фронта»[3]
- Медаль «За оборону Ленинграда»

## Семья
Дважды была замужем. Сын от первого брака — Константин Молинский. Второй брак с Артуром Шехтелем — чемпионом СССР 1939 года в метании молота. Со вторым мужем вырастила сыновей-двойняшек — Артура и Якова (преподаватель физкультуры и спорта в одном из институтов Ленинграда, писал музыку для песен, звучавших по ленинградскому и всесоюзному радио). Внук Артур — мастер спорта международного класса по плаванию, призёр чемпионатов СССР.